# E-ninnu

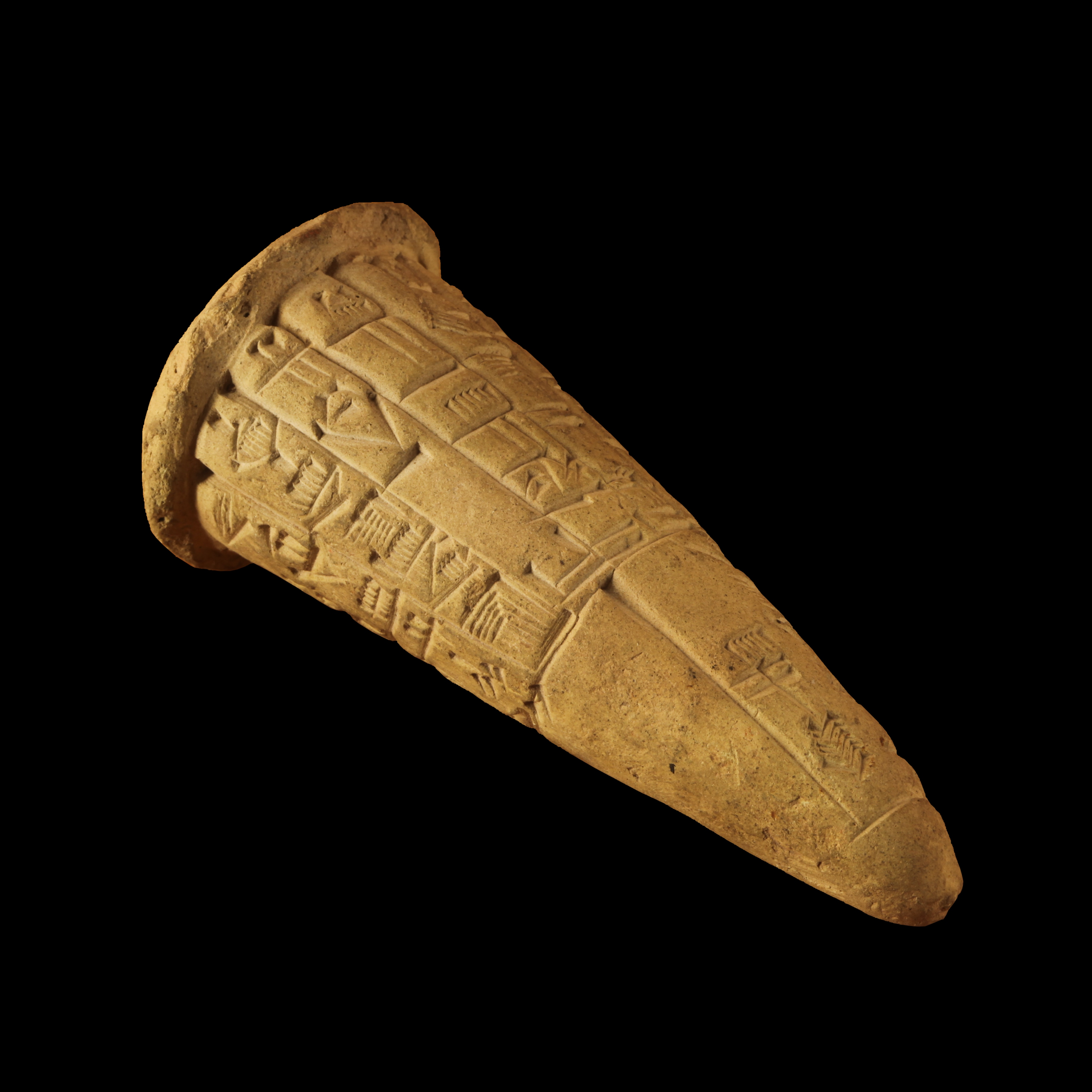
Clau fundacional dedicat per Gudea a Ningirsu en la construcció del seu temple, l'E-ninnu: «Per Ningirsu, el poderós heroi d'Enlil, el seu rei, Gudea, príncep de Lagaix, va realitzar el que havia de ser; el seu temple d'E-innu, l'ocell del llamp, va construir i va restaurar.».

Eninnu o E-ninnu (Casa Cinquanta) és el nom de les ruïnes d'un antic temple principal de la ciutat sumèria de Ngirsu o Girsu, consagrat al déu Ningirsu (divinitat principal de la ciutat), a l'estat sumeri de Lagaix.

## Història
Fou dedicat al déu i restaurat en diverses ocasions, incloent la realitzada pel rei Gudea, Ensi de Lagaix de 2144 aC. a 2124 aC.(tercera dinastia d'Ur). Això reflecteix el fet de l'important que era política i religiosament el control del temple i el seu manteniment a l'antiga Mesopotàmia.
Al Museu del Louvre es conserva el més antic himne de la història, l'Himne al temple Eninnu, escrit en dos cilindres, (A i B) de Gudea en el qual s'explica la reconstrucció d'aquest temple. També sembla que es representa a Gudea com a arquitecte.
Nombrosos reis o Ensis de Girsu / Lagaix van construir el santuari més important de la ciutat. Durant les guerres entre la ciutat estat d'Umma i Lagaix a Lugalzagesi el temple d'Eninnu va ser destruït.
Durant el regnat de Gudea, el segon Ensi de la segona dinastia de Lagaix, el temple va ser reconstruït i ampliat. A l'himne del famós temple - a l'anomenat cilindre A i B, que és un dels exemples més importants de la literatura sumèria-, el déu Enlil i el déu Ningirsu animen a Gudea a reconstruir el temple a Girsu. A l'Himne això apareixerà en el somni de Gudea, on la divinitat li dona el plànol i les instruccions per construir el temple. Després del somni de Gudea, com de costum, immediatament va començar a construir aquest temple. Finalment, hi hà la cerimònia de començament de la construcció amb la col·locació del primer maó i amb la benedicció del temple. Després Ningirsu i Enlil beneeixen a Gudea.
Probablement el temple Eninnu estava al palau de Gudea, que van excavar Ernest Sarzec (1877 a 1900), Gaston Cros (1903 a 1905 i 1909), Henri de Genouillac (1929 a 1931) i André Parrot (1931 a 1933). La instal·lació consistia en 52 sales individuals i era més gran que el temple Eanna d'Uruk. En el seu interior es va trobar la famosa estàtua de diorita de Gudea, a més de la no menys famós Estela dels voltors d'Eannatum, la placa d'Urnansche, dos cilindres amb inscripcions (els esmentats cilindres del temple A i B), així com milers de tauletes d'argila cuneïformes.
Al segon mil·lenni abans de Crist, la invasió massiva per part del arameu rei accadi Adad Nadin va transformar el temple.
Fins a arribar a Hammurabi, el temple i la seva història fou coneguda. Així, tant el temple i el seu constructor Gudea s'esmenten al Codi de Hammurabi.

## Vegeu també

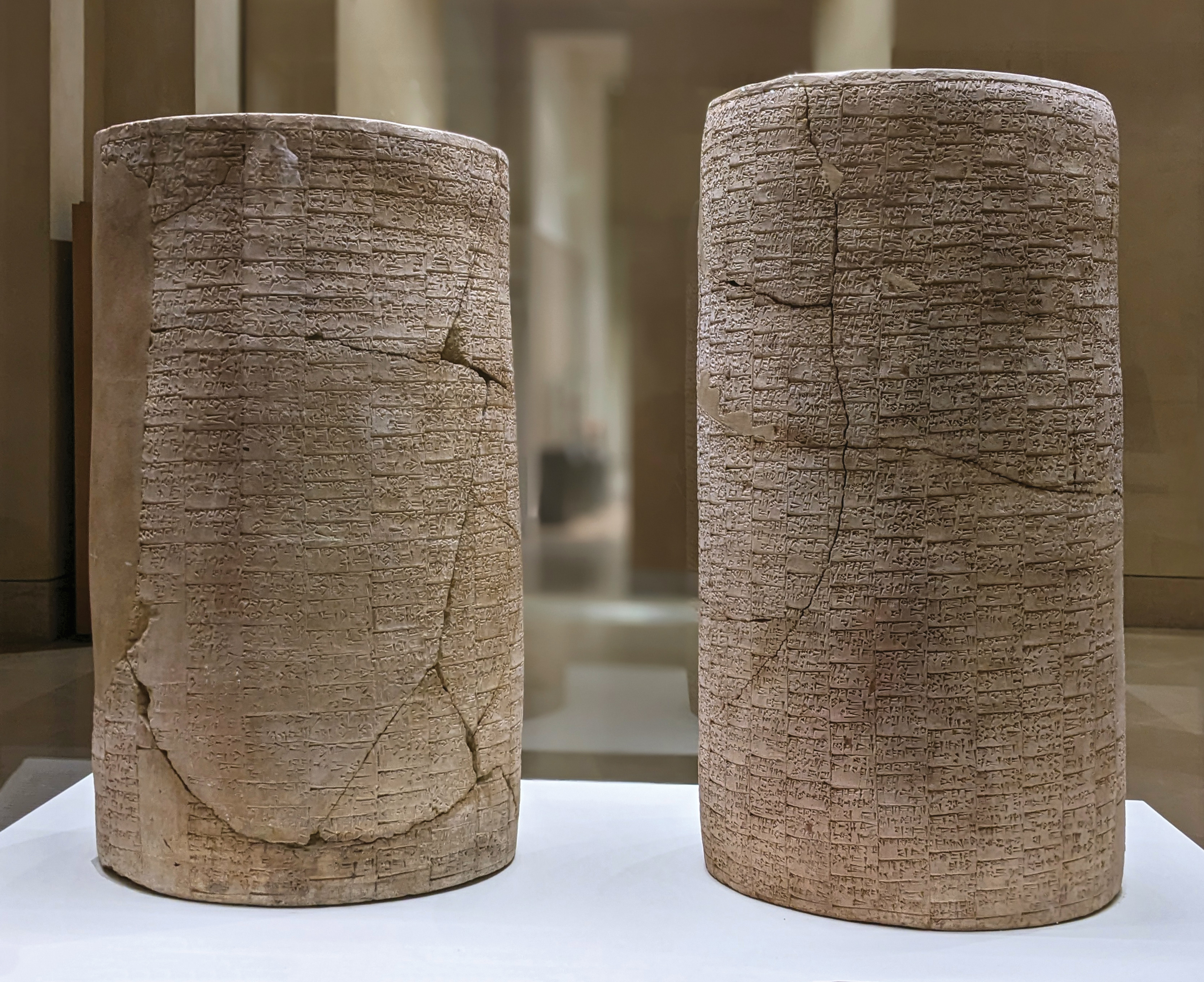
Cilindres de Gudea d'argila amb inscripcions cuneïformes que descriuen l'ampliació d'E-ninnu, col·leccions del Museu del Louvre.